# Giuseppe Montieri
Giuseppe Montieri (Trevico, 19 novembre 1798 – Roma, 12 novembre 1862) è stato un vescovo cattolico italiano, esponente del cattolicesimo intransigente.

## Biografia
Ordinato sacerdote nel 1821, dopo vari incarichi nelle diocesi di Lacedonia, Ascoli Satriano e Bovino, fu nominato vescovo di Aquino, Sora e Pontecorvo da Gregorio XVI e consacrato a Roma dal cardinale Giacomo Filippo Fransoni il 23 settembre 1838.
Aveva preso l'abito religioso entrando nella congregazione dei Redentoristi, ma per motivi di salute si era collocato nel clero secolare.

## Attività episcopale

### La disciplina del clero e la catechesi
Il suo episcopato fu caratterizzato da una costante attenzione a ripristinare la disciplina ecclesiastica nel clero: riorganizzò i seminari di Roccasecca e di Sora, proibì l'uso largamente invalso di abiti civili, la partecipazione alla caccia e ai giochi d'azzardo come la passatella; nelle lettere pastorali ci sono severi richiami a effettuare celebrazioni liturgiche decorose, ed è ribadita la proibizione della musica profana in chiesa.
Ugualmente grande fu la sua attenzione catechistica nei confronti delle popolazioni, afflitte da abitudini come l'ubriachezza, la bestemmia e il gioco d'azzardo. Il suo rigorismo morale lo portò a esortare i parroci a tentare di impedire le "conventicole" notturne in campagna in occasione dello spoglio del granturco o della mietitura; severamente condannate anche l'abitudine delle donne di tirarsi su le vesti durante i lavori agricoli e le conversazioni amorose tra fidanzati.

### Le idee politiche
Fu avverso alle idee carbonare e liberali, in cui vedeva l'espressione dello spirito di ribellione primordiale di origine luciferina e rimase fino all'ultimo fedele alla monarchia borbonica. Nel 1844 sospese a divinis il sacerdote Benedetto Scafi di Santopadre, di tendenze liberali. Il 29 gennaio 1848, quando fu concessa la costituzione da parte del re Ferdinando II,  pur contrario, accondiscese a cantare il Te Deum in cattedrale, come gli aveva chiesto il sindaco di Sora, per ragioni di ordine pubblico. Tuttavia dei tumulti contro di lui scoppiarono ugualmente, e dovette rifugiarsi a Napoli. L'atteggiamento intransigente gli provocò l'ostilità dei galantuomini liberali e del clero più moderato. A Pontecorvo fu fatto anche oggetto di un attentato.

### Le opere religiose e di carità
Giuseppe Montieri profuse un impegno costante nella creazione di istituzioni religiose e opere di carità. Nel 1841, con l'aiuto del gentiluomo sorano Eustachio Tuzi, portò a termine il Ritiro dei Passionisti. Nel 1852 fondò la Casa delle Figlie del Sacro Cuore ad Arpino. Durante l'epidemia di colera del 1854 si prodigò personalmente nell'assistenza ai malati, incurante del contagio. Nel 1856 fu ripristinata la casa dei padri gesuiti a Sora, che era stata chiusa nel 1805 durante l'occupazione francese. Nel 1858 fu ultimato l'Orfanotrofio delle Stimmatine. Altre fondazioni religiose furono intraprese ad Alvito, Fontechiari, Settefrati, Roccasecca, Arce e Terelle.

### Gli ultimi eventi
Il 18 settembre 1860 il vessillo di Vittorio Emanuele II fu inalberato nella piazza Santa Restituta. Montieri fu colpito da mandato di cattura e fu accusato di collusione con i briganti che resistevano armati all'occupazione piemontese, come il sorano Chiavone. Per questa ragione dovette rifugiarsi dapprima nel convento dei Francescani di Ferentino e poi a Roma presso i Padri Liguorini. Le sue condizioni di salute andarono peggiorando e, dopo una crisi con sbocco di sangue che lo aveva colto sulle scale del Vaticano, fu portato nel monastero di Sant'Alessio dei Padri Somaschi, dove morì.
La sua tomba è nella chiesa di Sant'Alfonso all'Esquilino, con una lapide dettata dal padre Angelini, gesuita.

## Genealogia episcopale
La genealogia episcopale è:
- Cardinale Scipione Rebiba
- Cardinale Giulio Antonio Santori
- Cardinale Girolamo Bernerio, O.P.
- Arcivescovo Galeazzo Sanvitale
- Cardinale Ludovico Ludovisi
- Cardinale Luigi Caetani
- Cardinale Ulderico Carpegna
- Cardinale Paluzzo Paluzzi Altieri degli Albertoni
- Papa Benedetto XIII
- Papa Benedetto XIV
- Papa Clemente XIII
- Cardinale Bernardino Giraud
- Cardinale Alessandro Mattei
- Cardinale Pietro Francesco Galleffi
- Cardinale Giacomo Filippo Fransoni
- Vescovo Giuseppe Montieri